# Sainte-Gauburge-Sainte-Colombe
Ne pas confondre avec le prieuré Sainte-Gauburge, situé à Saint-Cyr-la-Rosière, dans le même département.
Sainte-Gauburge-Sainte-Colombe est une commune française, située dans le département de l'Orne en région Normandie, peuplée de 1 013 habitants.

## Géographie

### Localisation
Sainte-Gauburge-Sainte-Colombe se situe dans le Sud-Ouest du pays d'Ouche, un pays normand aux confins des départements de l'Orne et de l'Eure, à la limite du pays d'Auge vers l'ouest et le nord-ouest et du Perche vers le sud.
Le bourg est distant de 15 km de l'Aigle (vers l'est), de 33 km d'Argentan (vers l'ouest), de 40 km d'Alençon (vers le sud-ouest), de 77 km de Caen (vers le nord-ouest) et de 141 km de Paris (vers l’est).
Sainte-Gauburge-Sainte-Colombe jouxte les communes d'Échauffour et Saint-Pierre-des-Loges au nord, Saint-Hilaire-sur-Risle à l'est, Le Ménil-Bérard et La Ferrière-au-Doyen au sud-est, Mahéru et Fay au sud-sud-ouest et Planches à l'ouest.

### Géologie et relief
La commune est bordée par deux forêts, celle de Saint-Évroult au nord et celle de Moulins-Bonsmoulins au sud-est, laquelle fait partiellement partie de la commune de Sainte-Gauburge-Sainte-Colombe.

### Sismicité
Commune située dans une zone de sismicité 2.

### Hydrographie
La commune est située dans le bassin Seine-Normandie. Elle est drainée par la Risle, le fossé 01 de la commune de Maheru, le fossé 01 de la commune de Sainte-Gauburge-Sainte-Colombe et le ruisseau du Vauferment,,.
La Risle, d'une longueur de 145 km, prend sa source dans la commune de Planches, à 5 km à l'ouest de la commune, et se jette  dans l'estuire de la Seine à Berville-sur-Mer, après avoir parcouru le pays d'Ouche et le nord-ouest du département de l'Eure. 

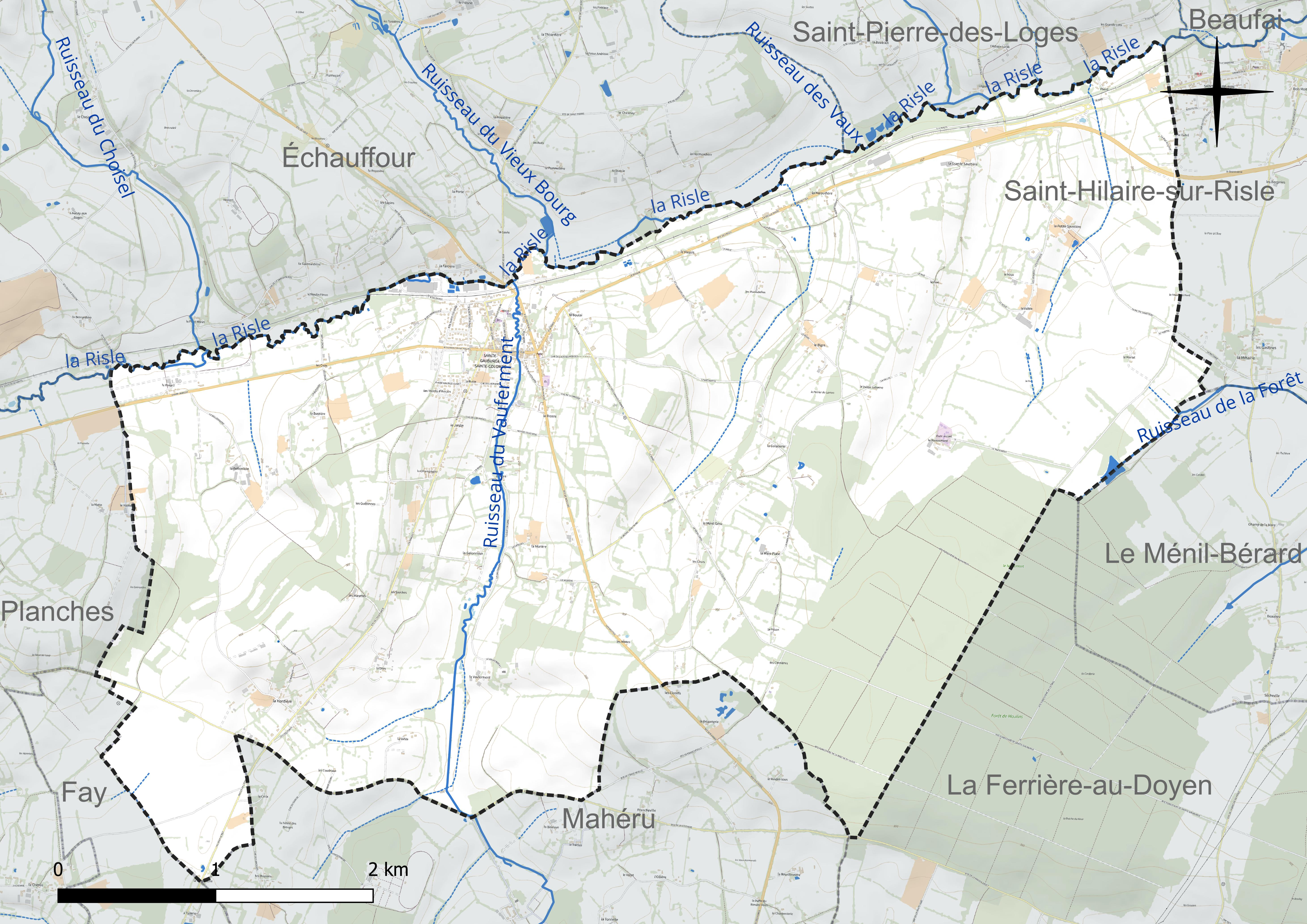
Réseau hydrographique de Sainte-Gauburge-Sainte-Colombe.

### Climat
Pour des articles plus généraux, voir Climat de la Normandie et Climat de l'Orne.
En 2010, le climat de la commune est de type climat océanique dégradé des plaines du Centre et du Nord, selon une étude du CNRS s'appuyant sur une série de données couvrant la période 1971-2000. En 2020, Météo-France publie une typologie des climats de la France métropolitaine dans laquelle la commune est exposée à un climat océanique altéré et est dans la région climatique Normandie (Cotentin, Orne), caractérisée par une pluviométrie relativement élevée (850 mm/a) et un été frais (15,5 °C) et venté. Parallèlement le GIEC normand, un groupe régional d’experts sur le climat, différencie quant à lui, dans une étude de 2020, trois grands types de climats pour la région Normandie, nuancés à une échelle plus fine par les facteurs géographiques locaux. La commune est, selon ce zonage, exposée à un « climat contrasté des collines », correspondant au Pays d'Ouche et au Perche et bénéficiant d’un caractère continental affirmé avec des précipitations atténuées et des amplitudes thermiques fortes.
Pour la période 1971-2000, la température annuelle moyenne est de 9,5 °C, avec une amplitude thermique annuelle de 14,5 °C. Le cumul annuel moyen de précipitations est de 842 mm, avec 12,9 jours de précipitations en janvier et 8,4 jours en juillet. Pour la période 1991-2020, la température moyenne annuelle observée sur la station météorologique la plus proche, située sur la commune du Merlerault à 11 km à vol d'oiseau, est de 0,0 °C et le cumul annuel moyen de précipitations est de 0,0 mm,. Pour l'avenir, les paramètres climatiques de la commune estimés pour 2050 selon différents scénarios d’émission de gaz à effet de serre sont consultables sur un site dédié publié par Météo-France en novembre 2022.

### Voies de communications et transports

#### Voies routières
Liaison routière : Le centre de la commune est traversé par la RD 926. Un projet de mise en voie rapide est à l'étude pour cette chaussée, en vue de raccorder la ville d'Argentan et l'Aigle à Verneuil-sur-Avre, où la RN 12, en 2×2 voies, mène à Paris. Le bourg est également traversé par la RD 932, puisqu'il est le carrefour entre ces deux anciennes nationales. Cette dernière route met le bourg de Sainte-Gauburge Sainte-Colombe à environ 10 km de l'A 28 (également E 402) reliant notamment Rouen au Mans, par l'échangeur de Gacé.

#### Transports en commun

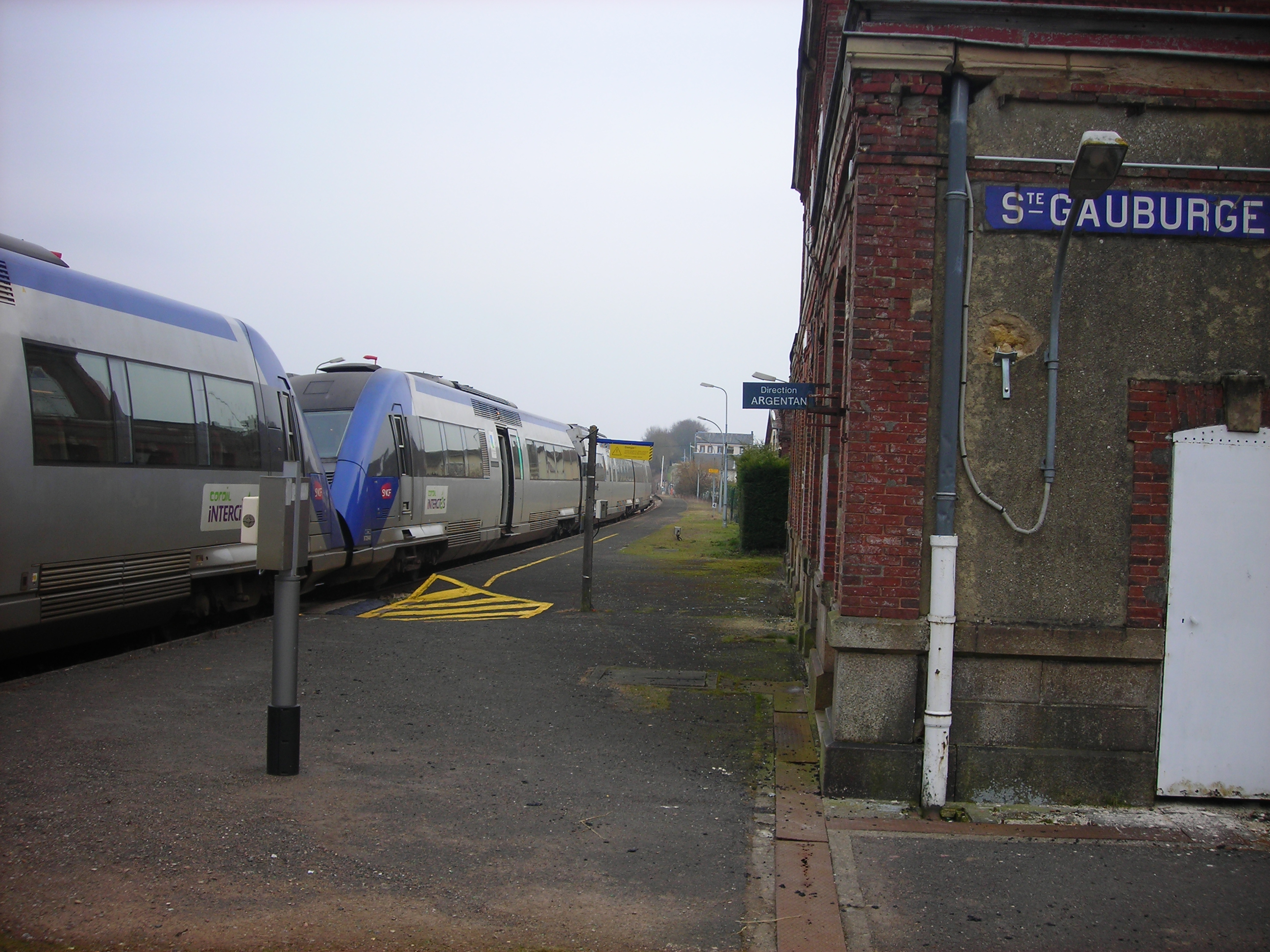
Train en gare de Sainte-Gauburge direction Argentan.

- Liaison interurbaine : Sainte-Gauburge Sainte-Colombe possède deux arrêts d'autocar desservis par la ligne 50 des transports interurbains de l'Orne Cap'Orne[20].
- Liaison ferroviaire : La gare de Sainte-Gauburge[21] est desservie par la ligne Paris-Granville. La gare a été démolie en 2022. Elle se situe ainsi sur la ligne 2 du TER Basse-Normandie et offre des liaisons directes avec la gare de Paris-Montparnasse. La gare connaît l'arrêt de 5 trains TER Basse-Normandie par jour, qui font des voyages entre Paris-Montparnasse et Argentan.

## Toponymie
Le nom de la localité est attesté sous les formes ecclesia Sancte Waldeburgis et ecclesia Sancte Columbe  en 1113.
Gauburge est une des variantes du nom de Walburge, sainte d'origine saxonne, vénérée notamment pour la guérison du carreau et de l'eczéma. 
Sainte-Colombe tiendrait son nom de Sancta Columba, vierge et martyre à Sens au IIIe siècle.
Le gentilé est Valburgeois.

## Histoire
Sainte-Gauburge était connue pour ses laiteries fabriquant du camembert.
La présence d'un moulin, dit « moulin de Feugeroux », est rapportée en 1809, dont la production s'élevait à près de 1,25 quintal de farine. Transformé ultérieurement en tréfilerie, celui-ci cessera son activité en 1910.
En 1864, les communes et les paroisses de Sainte-Gauburge-sur-Risle et de Sainte-Colombe-sur-Risle sont réunies. La nouvelle entité prend alors le nom de Sainte-Gauburge Sainte-Colombe. Une nouvelle église est édifiée cinq ans plus tard, après la destruction des églises de chacun des villages fusionnés.
Treize ans plus tard, en 1877, la gare de la ville est construite sur la ligne Paris - Granville. Sainte-Gauburge devient un dépôt SNCF important.
Il est rapporté que Napoléon Bonaparte est passé près de la commune de Sainte-Gauburge.

## Politique et administration

### Administration municipale
Avant sa fusion au sein de la communauté de communes des Vallées du Merlerault le 1er janvier 2013, le siège de la communauté de communes de la Vallée de la Risle se situait à Sainte-Gauburge-Sainte-Colombe.
| Période                                  | Période   | Identité           | Étiquette | Qualité                        |
| ---------------------------------------- | --------- | ------------------ | --------- | ------------------------------ |
| 1864                                     | 1870      | M. Daupley         |           |                                |
| 1870                                     | 1878      | M. Tirard          |           |                                |
| 1878                                     | 1897      | M. Chapelle        |           |                                |
| 1897                                     | 1909      | M. Coisel          |           |                                |
| 1909                                     | 1940      | M. Dubu            |           |                                |
| 1940                                     | 1944      | M. Lemuet          |           |                                |
| 1944                                     | 1945      | M. Aulnette        |           |                                |
| 1945                                     | 1955      | Joseph Touchard    | MRP       | Chef de section retraité SNCF  |
| 1955                                     | 1958      | M. Perret          |           |                                |
| 1958                                     | 1963      | M. Le Brethon      |           |                                |
| 1963                                     | 1967      | Mme Lerosier       |           |                                |
| 1967                                     | mars 1983 | Albert Desloges    |           |                                |
| mars 1983                                | juin 1995 | Marcel Vanoverbeke |           |                                |
| juin 1995                                | En cours  | Philippe Bigot     | UMP       | Responsable secteur immobilier |
| Les données manquantes sont à compléter. |           |                    |           |                                |

Le conseil municipal est composé de quinze membres, dont le maire et trois adjoints.

### Budget et fiscalité 2018

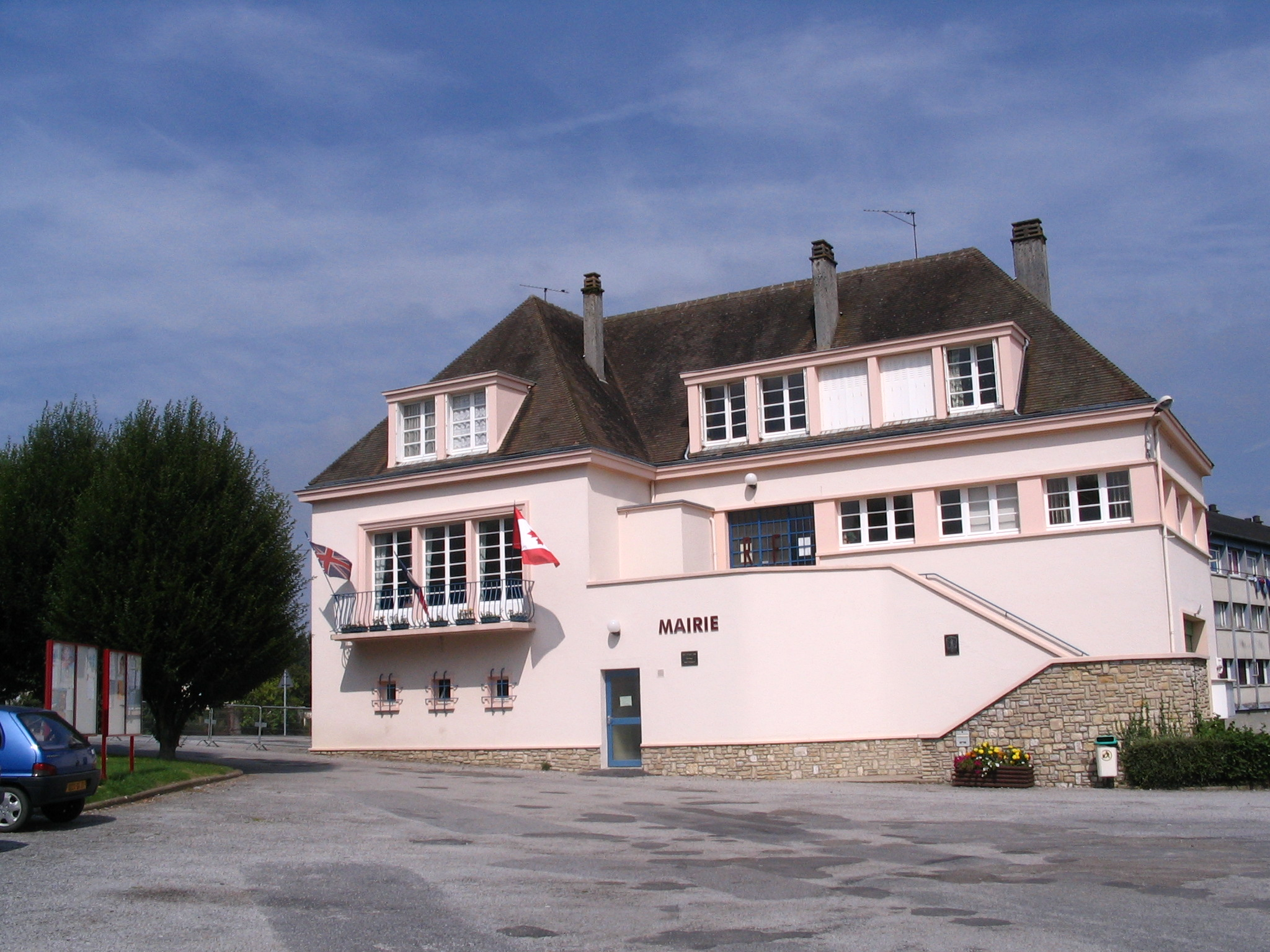
Mairie de Sainte-Gauburge-Sainte-Colombe.

En 2018, le budget de la commune était constitué ainsi :
- total des produits de fonctionnement : 438 000 €, soit 404 € par habitant ;
- total des charges de fonctionnement : 245 000 €, soit 226 € par habitant ;
- total des ressources d'investissement : 108 000 €, soit 180 € par habitant ;
- total des emplois d'investissement : 42 000 €, soit 39 € par habitant ;
- endettement : 194 000 €, soit 179 € par habitant.

Avec les taux de fiscalité suivants :
- taxe d'habitation : 2,70 % ;
- taxe foncière sur les propriétés bâties : 2,38 % ;
- taxe foncière sur les propriétés non bâties : 3,32 % ;
- taxe additionnelle à la taxe foncière sur les propriétés non bâties : 0 % ;
- cotisation foncière des entreprises : 0 %.

Chiffres clés Revenus et pauvreté des ménages en 2016 : médiane en 2016 du revenu disponible, par unité de consommation : 18 423 €.

### Tendances politiques et résultats
Politiquement, Sainte-Gauburge-Sainte-Colombe est une commune plutôt orientée à droite. Cette tendance se confirme à l'élection présidentielle de 2012, à laquelle Nicolas Sarkozy a remporté 59,04 % des voix exprimées alors que la moyenne nationale était de 48,36 %. Lors des élections législatives de 2012, Véronique Louwagie (UMP) fait même mieux avec 65,81 % des voix dans la commune au second tour.
Élections présidentielles, résultats des seconds tours :
- élection présidentielle de 2002[31]:

76,49 % pour Jacques Chirac (RPR), 23,51 % pour Jean-Marie Le Pen (FN), 77,89 % de participation soit 747 votes.
- élection présidentielle de 2007[32]:

62,38 % pour Nicolas Sarkozy (UMP), 37,62 % pour Ségolène Royal (PS), 81,06 % de participation soit 779 votes.
- élection présidentielle de 2012[33]:

59,04 % pour Nicolas Sarkozy (UMP), 40,96 % pour François Hollande (PS), 81,81 % de participation soit 724 votes.

### Intercommunalité
Commune membre de la communauté de communes des Vallées d'Auge et du Merlerault.

## Urbanisme

### Typologie
Au 1er janvier 2024, Sainte-Gauburge-Sainte-Colombe est catégorisée bourg rural, selon la nouvelle grille communale de densité à sept niveaux définie par l'Insee en 2022.
Elle est située hors unité urbaine et hors attraction des villes,.

### Occupation des sols
L'occupation des sols de la commune, telle qu'elle ressort de la base de données européenne d’occupation biophysique des sols Corine Land Cover (CLC), est marquée par l'importance des territoires agricoles (82,3 % en 2018), une proportion sensiblement équivalente à celle de 1990 (82,1 %). La répartition détaillée en 2018 est la suivante : 
prairies (55,9 %), terres arables (24,7 %), forêts (14,4 %), zones urbanisées (3,3 %), zones agricoles hétérogènes (1,7 %). L'évolution de l’occupation des sols de la commune et de ses infrastructures peut être observée sur les différentes représentations cartographiques du territoire : la carte de Cassini (XVIIIe siècle), la carte d'état-major (1820-1866) et les cartes ou photos aériennes de l'IGN pour la période actuelle (1950 à aujourd'hui).

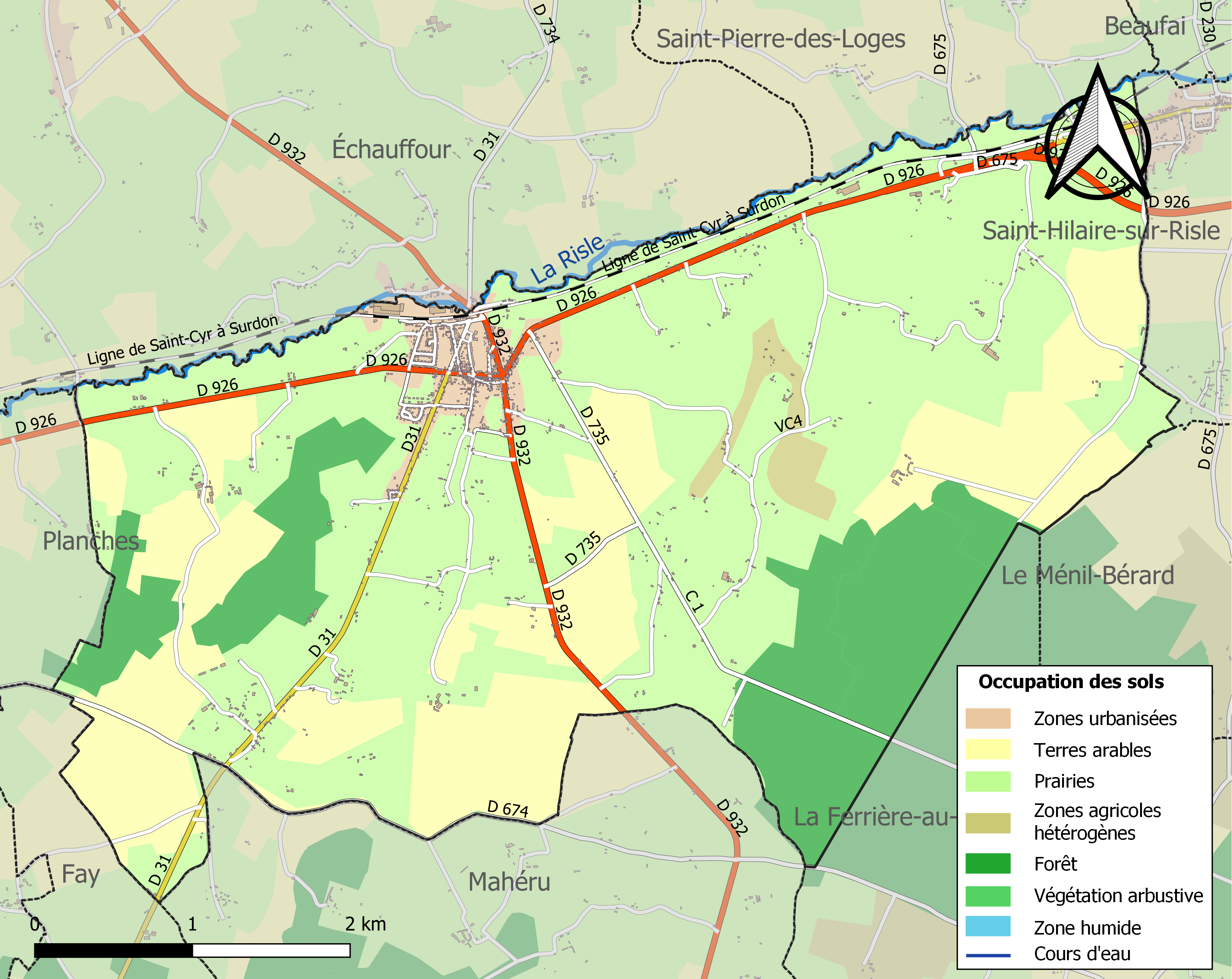
Carte des infrastructures et de l'occupation des sols de la commune en 2018 (CLC).

## Population et société

### Démographie

#### Évolution démographique
L'évolution du nombre d'habitants est connue à travers les recensements de la population effectués dans la commune depuis 1793. Pour les communes de moins de 10 000 habitants, une enquête de recensement portant sur toute la population est réalisée tous les cinq ans, les populations de référence des années intermédiaires étant quant à elles estimées par interpolation ou extrapolation. Pour la commune, le premier recensement exhaustif entrant dans le cadre du nouveau dispositif a été réalisé en 2005.
En 2022, la commune comptait 1 013 habitants, en évolution de −4,16 % par rapport à 2016 (Orne : −3,21 %, France hors Mayotte : +2,11 %).
Sainte-Gauburge-Sainte-Colombe a compté jusqu'à 1 556 habitants en 1931.
| 1793 | 1800 | 1806 | 1821 | 1836 | 1841 | 1846 | 1851 | 1856 |
| ---- | ---- | ---- | ---- | ---- | ---- | ---- | ---- | ---- |
| 580  | 588  | 671  | 663  | 784  | 754  | 763  | 752  | 743  |

| 1861 | 1866  | 1872  | 1876  | 1881  | 1886  | 1891  | 1896  | 1901  |
| ---- | ----- | ----- | ----- | ----- | ----- | ----- | ----- | ----- |
| 735  | 1 174 | 1 138 | 1 203 | 1 172 | 1 278 | 1 280 | 1 252 | 1 212 |

| 1906  | 1911  | 1921  | 1926  | 1931  | 1936  | 1946  | 1954  | 1962  |
| ----- | ----- | ----- | ----- | ----- | ----- | ----- | ----- | ----- |
| 1 254 | 1 373 | 1 497 | 1 529 | 1 556 | 1 518 | 1 540 | 1 405 | 1 319 |

| 1968  | 1975  | 1982  | 1990  | 1999  | 2005  | 2006  | 2010  | 2015  |
| ----- | ----- | ----- | ----- | ----- | ----- | ----- | ----- | ----- |
| 1 317 | 1 294 | 1 233 | 1 194 | 1 245 | 1 169 | 1 165 | 1 135 | 1 060 |

| 2020  | 2022  | - | - | - | - | - | - | - |
| ----- | ----- | - | - | - | - | - | - | - |
| 1 022 | 1 013 | - | - | - | - | - | - | - |

#### Pyramide des âges
La population de la commune est relativement âgée. En 2018, le taux de personnes d'un âge inférieur à 30 ans s'élève à 26,7 %, soit en dessous de la moyenne départementale (31 %). À l'inverse, le taux de personnes d'âge supérieur à 60 ans est de 43,6 % la même année, alors qu'il est de 33 % au niveau départemental.
En 2018, la commune comptait 505 hommes pour 554 femmes, soit un taux de 52,31 % de femmes, légèrement supérieur au taux départemental (51,31 %).
Les pyramides des âges de la commune et du département s'établissent comme suit.
| Hommes | Classe d’âge | Femmes |
| ------ | ------------ | ------ |
| 2,3    | 90 ou +      | 1,9    |
| 10,5   | 75-89 ans    | 17,8   |
| 29,0   | 60-74 ans    | 25,8   |
| 19,9   | 45-59 ans    | 16,3   |
| 10,9   | 30-44 ans    | 12,3   |
| 14,8   | 15-29 ans    | 11,8   |
| 12,7   | 0-14 ans     | 14,2   |

| Hommes | Classe d’âge | Femmes |
| ------ | ------------ | ------ |
| 1,1    | 90 ou +      | 2,9    |
| 9,2    | 75-89 ans    | 12,6   |
| 21,1   | 60-74 ans    | 21,4   |
| 20,5   | 45-59 ans    | 19,7   |
| 15,8   | 30-44 ans    | 15,1   |
| 15,6   | 15-29 ans    | 13,4   |
| 16,7   | 0-14 ans     | 14,9   |

## Économie

### Profil de la population
En 1999, le taux de chômage était légèrement supérieur à la moyenne nationale, soit 13,1 % contre 12,9 % sur le plan national. Le taux d'activité des personnes comprises dans la tranche d'âge 20-59 ans était de 77 %. Les actifs formaient 36,3 % de la population, suivis par les retraités (29,9 %) et les jeunes scolarisés (18,8 %).
Parmi les actifs, on note une forte proportion d'ouvriers (42,1 %), suivis par les employés (21,1 %), les professions intermédiaires (17,5 %), les artisans et chefs d'entreprise (7 %), à égalité avec les agriculteurs (7 % également). Enfin, cadres et professions intellectuelles représentent 5,3 % de la population active.

## Entreprises et commerces

### Agriculture
- Moulins (moulins à blé, moulins à tan)[46].
- Moulin à farine, moulin à huile[47].
- Moulin à farine[48].
- Manoir[49].

### Tourisme
- Hôtel de voyageurs[50].

### Commerces-industrie-services
- Tréfilerie de Sainte-Colombe, puis S.A. le Domaine du Tremblay, puis fromagerie et laiterie industrielle dite Société Laitière et Fromagère de Sainte-Gauburge, puis S.A. la Normandie Centrale, puis Société Coopérative Agricole Groupement Laitier du Perche[51].
- En 2008, la plus grande entreprise de Sainte-Gauburge-Sainte-Colombe est l'usine SNWM, anciennement Wagon Automotive[52], anciennement Le Profil.
- D'autres domaines économiques sont présents dans la commune : l'artisanat d'art (ébéniste-restaurateur, tapissier-décorateur), l'artisanat traditionnel (garagiste, charpentier…), le commerce (boulangeries-pâtisseries, boucherie, supérette, coiffeurs, fleuriste…), l'agriculture, la restauration (bars et restaurants en centre-bourg), ainsi que le tourisme (hôtels en centre-bourg, hébergement en yourtes à la Ferme des Ânes au lieu-dit le Ménil-Géru).
- La commune compte également une banque, un agent d'assurances, un cabinet d'architecte et un office notarial.
- Le marché hebdomadaire, autrefois d'envergure, ne compte désormais que quelques exposants les mercredis et samedis matin.

## Infrastructures

### Enseignement
Sainte-Gauburge-Sainte-Colombe est regroupée en pôle scolaire de la Vallée de la Risle avec la commune voisine d'Échauffour. Les affaires scolaires sont du ressort de la communauté de communes des Vallées d'Auge et du Merlerault.
Sainte-Gauburge-Sainte-Colombe comporte deux bâtiments scolaires :

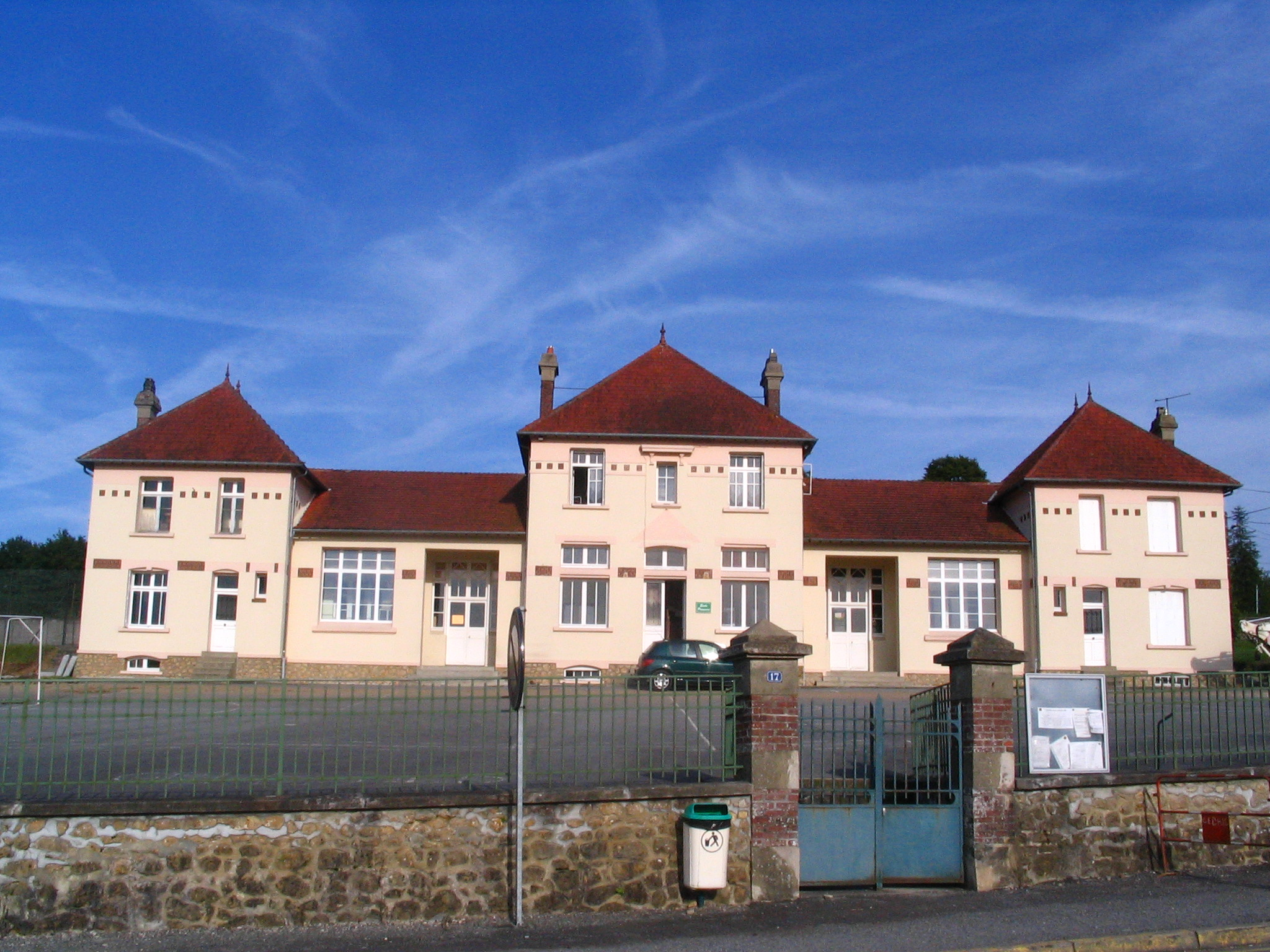
L'école primaire de Sainte-Gauburge-Sainte-Colombe.

- une école maternelle qui se situe à côté de la mairie et qui accueille les élèves de petite section, moyenne section
- une école primaire qui accueille les élèves de cours élémentaire 2e année, de cours moyen 1re année et de cours moyen 2e année seulement.

Les élèves de grande section, cours préparatoire et de cours élémentaire 1re année suivent leurs cours dans les locaux de l'école d'Échauffour.
Le collège public le plus proche est le collège André-Collet, situé à Moulins-la-Marche.
Le lycée public le plus proche est le lycée Napoléon, localisé à L'Aigle à 20 km environ de la commune.

### Santé
Les structures médicales comprennent une pharmacie, ainsi qu'un pôle médical privé comprenant deux médecins généralistes, des infirmiers et un dentiste. Une société d'ambulances est également installée dans le bourg.

### Cultes
L'église fait partie de la paroisse de Saint Godegrand, dans le diocèse de Séez.

### Équipements publics
- Recyclage : Sainte-Gauburge-Sainte-Colombe possède sa propre déchèterie au lieu-dit le Boulai.
- Centre de tri postal : Une plate-forme de distribution de La Poste du courrier a ouvert en février 2007 au lieu-dit le Boulai[54].

## Lieux et monuments
La commune possède vingt-cinq bâtiments inventoriés à l'Inventaire général du Patrimoine culturel de Basse-Normandie, mais aucun n'est classé au titre des monuments historiques.

### L'église de Sainte-Gauburge-Sainte-Colombe

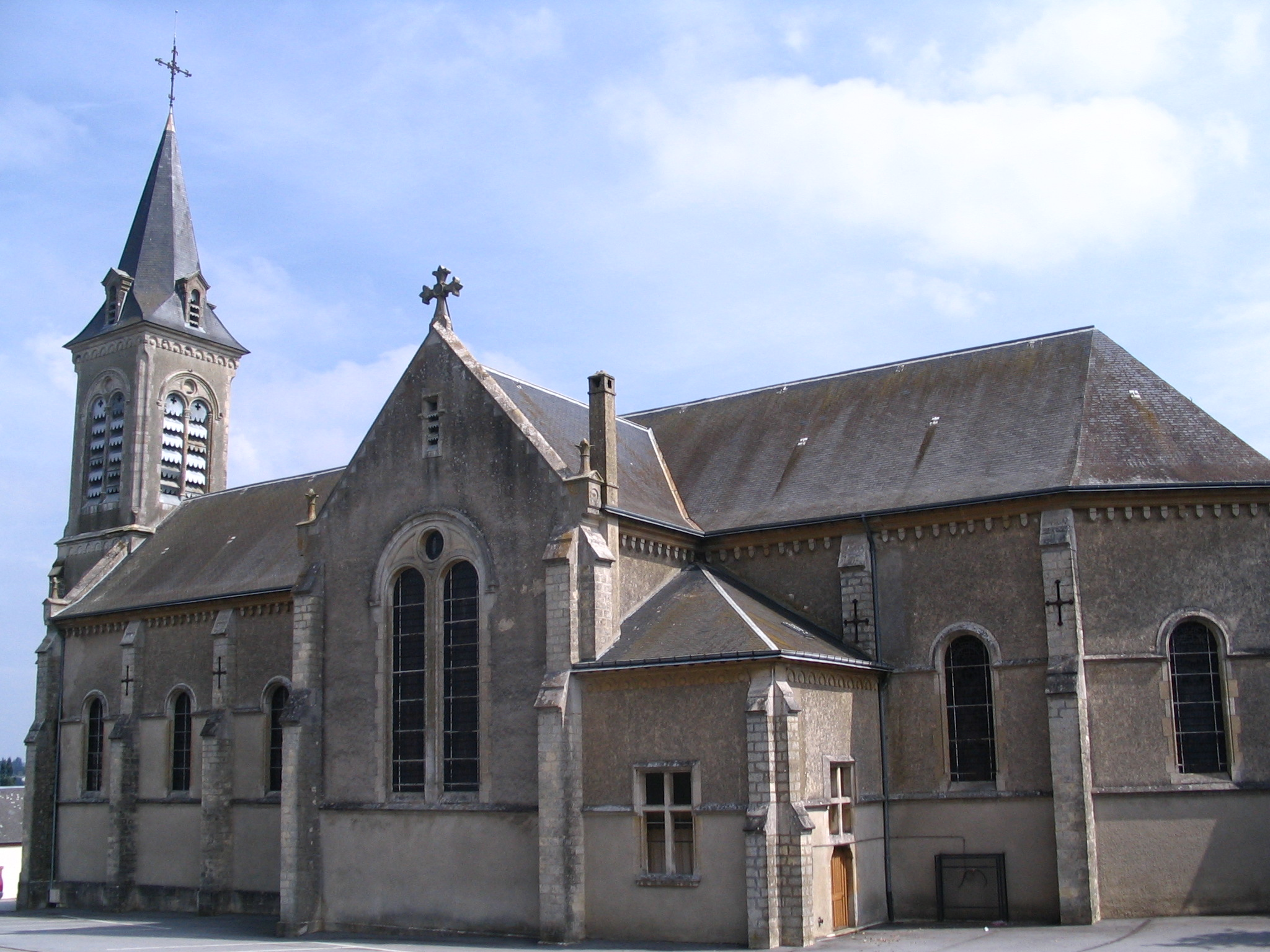
L'église de Sainte-Gauburge-Sainte-Colombe.

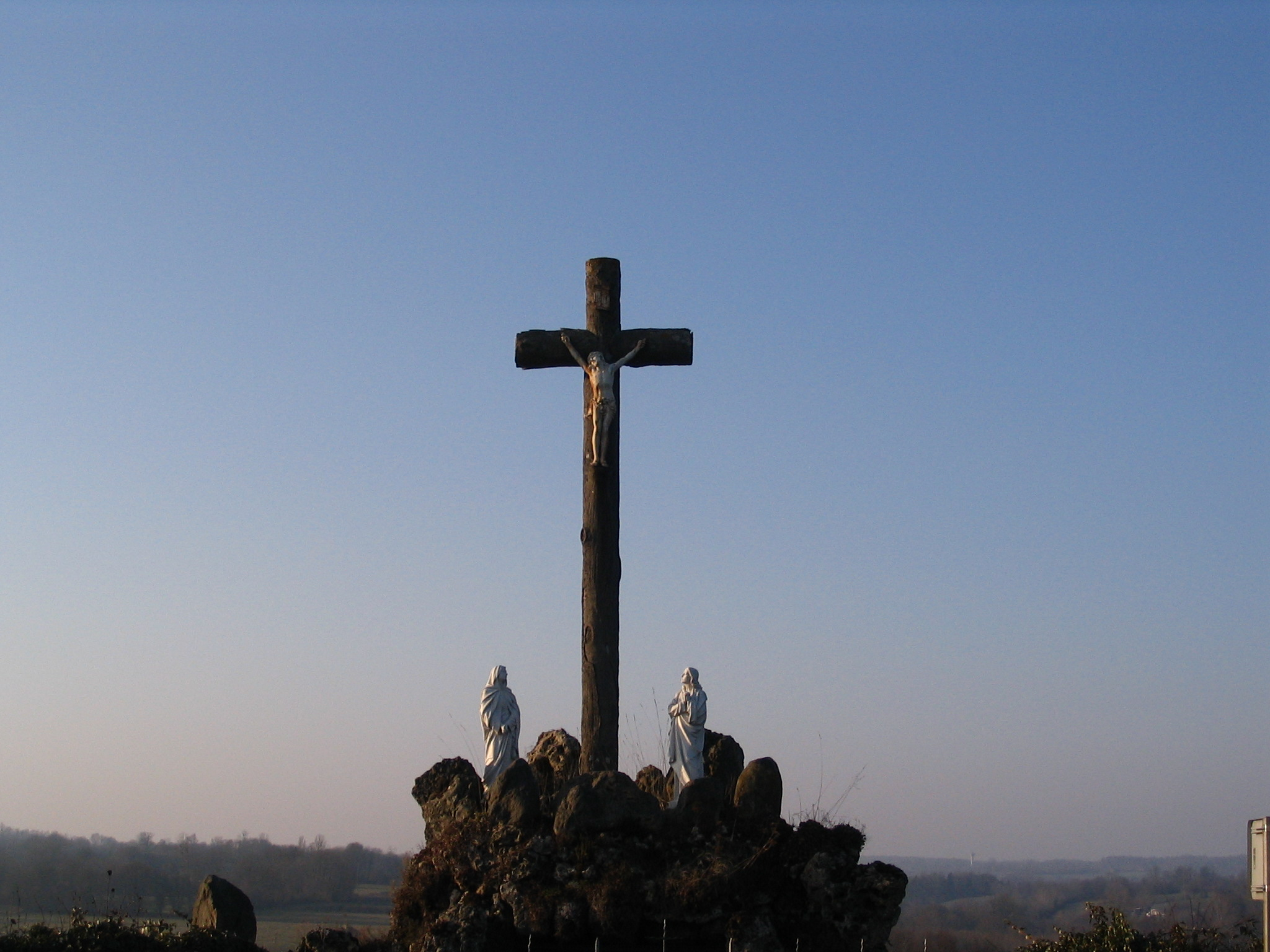
Le calvaire.

La nouvelle église Sainte-Gauburge a été construite afin de remplacer les deux anciens sanctuaires, préalablement détruits. La première pierre du nouvel édifice est posée en 1869. En 1875, la nouvelle église est consacrée.
D'un point de vue architectural, la nouvelle église est basée sur un plan en croix latine. À une nef unique de quatre travées succède une abside, l'ensemble possédant des voûtes lambrissées en plein cintre. Unique exception, la croisée du transept, garnie d'une fausse voûte en ogives. À l'intérieur de l'église se trouvent un tableau de saint Ignace du XVIIe) et un christ en bois du XVIIIe.
Un clocher-porche néo-roman, coiffé d'une flèche polygonale en ardoise, précède la nef.

### Le calvaire
Un calvaire est visible au bord de la route départementale 926, sur la droite dans un virage à l'entrée du bourg en venant de Paris.

### Le monument aux morts
Monument commémoratif, initialement inauguré le 16 octobre 1921 à la mémoire des quarante-quatre enfants du village, morts pour la France, lors de cette Première Guerre mondiale. Il porte également les noms des victimes des autres conflits.

### Manoir
L'ancien manoir prieural des XVe – XVIe siècle se présente sous la forme d'un logis avec une tour polygonale à usage d'escalier et des dépendances.

### La gare

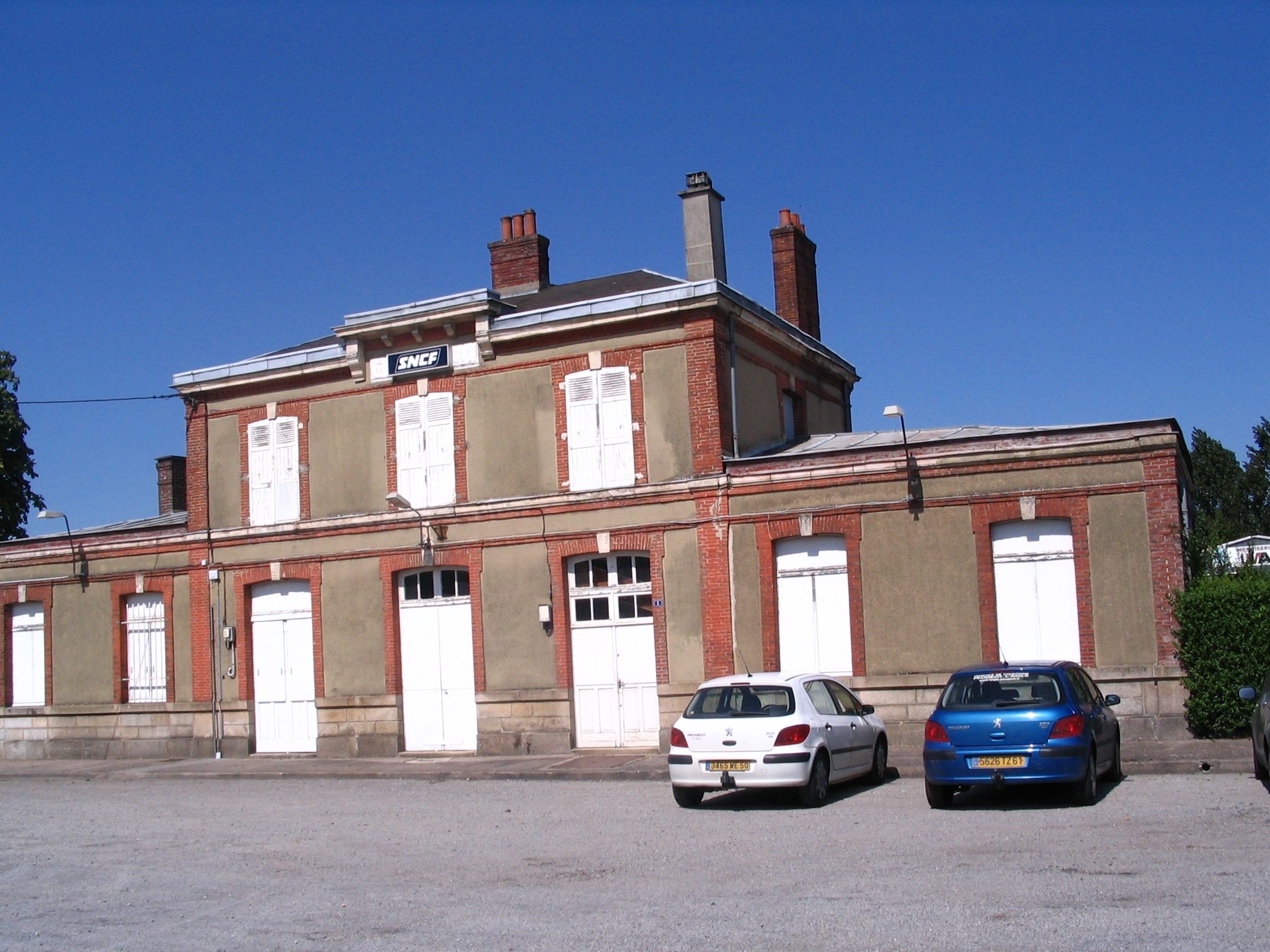
La gare de Sainte-Gauburge.

La gare de Sainte-Gauburge, à l'état d'abandon, comporte un parking servant à entreposer des containers de déchets recyclables.
La gare apparait dans le film Ripoux contre ripoux, de Claude Zidi (1989).

## Loisirs
- Manifestations : Sainte-Gauburge-Sainte-Colombe tient sa fête communale chaque troisième week-end de juin.
- Jumelage : Sainte-Gauburge Sainte-Colombe fait partie du comité de jumelage associant deux autres communes (Courtomer et Moulins-la-Marche) avec la ville allemande de Schmitten depuis 1981[59]. Schmitten est une commune de 8 857 habitants située près de Darmstadt (31 décembre 2007).

## Sports
- Football : l'Association sportive valburgeoise (ASV) propose essentiellement du football.
- Équitation : un centre équestre est situé au lieu-dit la Mare-Plate.
- Pétanque : un club de pétanque propose des activités depuis 2013.
- VTT : un club de VTT a été créé en 2013.

## Personnalités liées à la commune
- Marcel Brossier, né le 3 mars 1909 à Sainte-Gauburge, est un des premiers fusillés français pour fait de résistance. Mécanicien habitant Rennes en 1940, il  y est  condamné à mort le 12 septembre et fusillé le 17 pour avoir sectionné un câble téléphonique militaire de l’armée allemande[60].
- René et Hélène Bondoux, ainsi que leur fils Jean, sont reconnus Justes parmi les nations pour avoir recueilli et caché les quatre membres de la famille Schumacher[61] en 1944-1945[62]
- Gilbert de Chambertrand, écrivain guadeloupéen vivant alors à Paris, a trouvé refuge chez sa fille à Sainte-Gauburge lors de l'invasion de la capitale par les troupes nazie en 1940. Il y restera pendant près de deux ans et endossera le rôle de préparateur de pharmacie durant cette période. Décédé en 1983, ses cendres reposent aujourd'hui dans le caveau familial de son gendre au cimetière de Sainte-Gauburge-Sainte-Colombe.